# دهستان ده عباس
ده عباس، دهستانی از توابع بخش مرکزی شهرستان اسلام‌شهر واقع در استان تهران است. مرکز این دهستان، روستای ده‌عباس است و طبق سرشماری سال ۱۳۸۵، تعداد ۵٬۶۳۵ خانوار شامل ۲۲٬۸۲۶ نفر در این دهستان ساکن بوده‌اند که از این تعداد ۱۱٬۹۲۰ نفر مرد و ۱۰٬۹۰۶ نفر آن‌ها زن بودند. 

## تقسیمات کشوری
تقسیمات کشوری این دهستان، بنابرآنچه در نتایج آمارگیری سرشماری سال ۱۳۸۵ کل کشور آمده است، بر حسب روستا به شرح زیر است:

### روستاها
- روستای ده عباس
- روستای شاطره
- روستای بهرام‌آباد
- روستای حسین‌آباد سیاه‌آب
- روستای کرک‌اینکچه
- روستای سیمون
- روستای لهک
- روستای مهران‌آباد
- روستای نظام‌آباد
- روستای آیرین
- روستای ملک‌آباد
- روستای چیچکلو
- روستای علی‌آباد طپانچه